# Unité urbaine de Coulommiers
L'unité urbaine de Coulommiers est une unité urbaine française centrée sur la commune de Coulommiers, dans le département de Seine-et-Marne en région Île-de-France. 

## Données générales
Dans le zonage réalisé par l'Insee en 2010, l'unité urbaine était composée de cinq communes.
Dans le nouveau zonage réalisé en 2020, elle est composée de six communes.
En 2022, avec 29 071 habitants, elle représente la 7e unité urbaine du département de Seine-et-Marne et occupe le 8e rang dans la région Île-de-France.
En 2019, sa densité de population s'élève à 430 hab/km2. Par sa superficie, elle ne représente que 1,1 % du territoire départemental mais, par sa population, elle regroupe 1,96 % de la population du département de Seine-et-Marne.

## Composition de l'unité urbaine en 2020
Elle est composée des six communes suivantes :
| Nom                        | Code Insee | Département    | Statut       | Superficie (km2) | Population (dernière pop. légale) | Densité (hab./km2) | Modifier                                    |
| -------------------------- | ---------- | -------------- | ------------ | ---------------- | --------------------------------- | ------------------ | ------------------------------------------- |
| Coulommiers (ville-centre) | 77131      | Seine-et-Marne | ville-centre | 10,93            | 15 696 (2022)                     | 1 436              | modifier les données · modifier les données |
| La Celle-sur-Morin         | 77063      | Seine-et-Marne | banlieue     | 7,26             | 1 246 (2022)                      | 172                | modifier les données · modifier les données |
| Faremoutiers               | 77176      | Seine-et-Marne | banlieue     | 10,93            | 3 035 (2022)                      | 278                | modifier les données · modifier les données |
| Giremoutiers               | 77206      | Seine-et-Marne | banlieue     | 6,01             | 186 (2022)                        | 31                 | modifier les données · modifier les données |
| Mouroux                    | 77320      | Seine-et-Marne | banlieue     | 16,77            | 5 869 (2022)                      | 350                | modifier les données · modifier les données |
| Pommeuse                   | 77371      | Seine-et-Marne | banlieue     | 12,80            | 3 039 (2022)                      | 237                | modifier les données · modifier les données |

## Évolution démographique
| 1968   | 1975   | 1982   | 1990   | 1999   | 2008   | 2013   | 2019   |
| ------ | ------ | ------ | ------ | ------ | ------ | ------ | ------ |
| 16 108 | 17 036 | 18 547 | 21 395 | 24 028 | 24 890 | 26 706 | 27 791 |

#### Données générales
- Unité urbaine
- Aire d'attraction d'une ville
- Aire urbaine (France)
- Liste des unités urbaines de France

#### Données démographiques en rapport avec l'unité urbaine de Coulommiers
- Aire d'attraction de Paris
- Arrondissement de Meaux

#### Données démographiques en rapport avec la Seine-et-Marne
- Démographie de Seine-et-Marne